# Litauens ambassad i Stockholm
Litauens ambassad i Stockholm är Litauens diplomatiska representation i Sverige. Ambassadör sedan 2019 är Giedrius Čekuolis. Ambassadens lokaler är belägen i fastigheten Krabaten 9 vid Grevgatan 5 på Östermalm.

## Beskickningschefer
| Namn                | Period    | Funktion   |
| ------------------- | --------- | ---------- |
| Eitvydas Bajarunas  | 2011–2015 | Ambassadör |
| Algimantas Rimkünas | 2016–2019 | Ambassadör |
| Giedrius Čekuolis   | 2019–     | Ambassadör |